# Österreich rockt den Song Contest (2012)
Österreich rockt den Song Contest war der Titel der österreichischen Vorentscheidung zum Eurovision Song Contest 2012 in Baku (Aserbaidschan). Die Show wurde am 24. Februar 2012 live in ORF eins ausgestrahlt. In einer telefonischen Publikumsabstimmung wurden die Trackshittaz mit Woki mit deim Popo als österreichische Teilnehmer des ESC ermittelt. Durch die Sendung führten Mirjam Weichselbraun, Robert Kratky und Andi Knoll.

## Kandidaten
Von den Kandidaten kam die Mary Broadcast Band im Vorjahr (2011) unter die Top 30, die Dialektband Trackshittaz scheiterte – ebenfalls 2011 – im Finale nur knapp an Nadine Beiler.

## Ablauf
Anders als bei Guten Morgen Düsseldorf, dem Vorentscheid zum Eurovision Song Contest 2011, als Nadine Beiler zur Teilnehmerin am ESC gekürt wurde, wurde 2012 der Vorgang etwas beschleunigt. Die Vorrunde, in der eine Fachjury und das Publikum aus einem Pool von Kandidaten zehn Endfinalisten ermittelte, entfiel. 2012 wurden alle Anwärter zunächst auf Ö3 präsentiert. Der Radiosender, respektive eine Fachjury, nahm danach eine Vorauswahl von 10 Kandidaten vor. Diese traten in der Liveshow am 24. Februar 2012 gegeneinander an.

### Erste Runde
| Startnummer | Interpret           | Lied                    | Ergebnis      |
| ----------- | ------------------- | ----------------------- | ------------- |
| 1           | James Cottriall     | Stand Up                | Ausgeschieden |
| 2           | Krautschädl         | Einsturzgefohr          | Ausgeschieden |
| 3           | Valérie Sajdik      | Comme ça                | Ausgeschieden |
| 4           | 3punkt5             | Augenblick              | Ausgeschieden |
| 5           | Conchita Wurst      | That's What I Am        | Zweite Runde  |
| 6           | Mary Broadcast Band | How Can You Ask Me      | Ausgeschieden |
| 7           | Dela Dap            | Don’t Turn Around       | Ausgeschieden |
| 8           | Papermoon           | Vater, Father, Mon Père | Ausgeschieden |
| 9           | Trackshittaz        | Woki mit deim Popo      | Zweite Runde  |
| 10          | Norbert Schneider   | Medicate My Blues Away  | Ausgeschieden |

### Zweite Runde
| Startnummer | Interpret      | Lied               | Televoting | Platz |
| ----------- | -------------- | ------------------ | ---------- | ----- |
| 1           | Conchita Wurst | That's What I Am   | 49 %       | 2     |
| 2           | Trackshittaz   | Woki mit deim Popo | 51%        | 1     |

### Beinahe-Disqualifikation
Ursprünglich hätte die Band Dela Dap mit dem Song Crazy Swing zum Vorentscheid am 24. Februar 2012 antreten sollen, doch am 27. Januar 2012 machte ein Gerücht die Runde, wonach die Band das besagte Lied bereits vor dem 1. September 2011 veröffentlicht haben soll. Dies ist jedoch laut Statuten des ESC regelwidrig, da jeder Song erst nach dem 1. September des Vorjahres erstmals gespielt werden darf. Nach eingehender Prüfung des Gerüchts auf Wahrheitsgehalt durch den Radiosender Ö3 mussten die Verantwortlichen dieses Gerücht als richtig bestätigen und Dela Dap am 29. Januar 2012 vorerst vom Vorentscheid disqualifizieren. Demnach hatte die Band das Lied im Rahmen eines kleinen Konzerts bereits am 19. August 2011 in Odessa in der Ukraine  gespielt, wie unter anderem ein Clip auf YouTube beweist. Nach einer Woche, in der überlegt wurde, wie nun vorzugehen sei, bekam Dela Dap am 3. Februar 2012 eine zweite Chance – mit dem Song Don’t Turn Around.